# 第17屆金馬獎
第17屆金馬獎，由中華民國官方舉辦的國產電影評選活動，為1980年台灣與華語電影業界的年度盛事之一，於台北市國父紀念館舉行頒獎典禮。本屆由《早安台北》獲得最佳劇情片獎。

## 簡介
第17屆金馬獎由蔣光超與張艾嘉連莊主持，臺灣片依舊佔上風．本屆多了最佳卡通片《三國演義》，雖然參加作品不多，但是卡通動畫製作已然萌牙。同時金馬獎本屆起有了主題曲《金馬奔騰》，由樊曼儂譜曲，孫儀作詞，蔡敏率臺灣大學百人合唱團演出。
本屆最佳影片《早安臺北》是李行導演繼《小城故事》後原班人馬再度力作，擊敗《六朝怪談》、《源》、《瘋劫》、《鄉野人》、《茉莉花》等強片。王菊金獲最佳導演獎，《茉莉花》使王冠雄一舉拿下影帝，性格外型竄紅後成為社會寫實電影常客，與楊惠姍合作許多精彩社會寫實片問世，同片女配角邵佩玲亦獲獎。
第13屆金馬獎影后徐楓本屆再以《源》片擊退林青霞之《碧血黃花》與張艾嘉之《茉莉花》封后，張艾嘉亦是第一次身兼入圍者與主持人身分在台上等待揭曉之首例。徐楓是繼李麗華、歸亞蕾、盧燕之後第四位二度封后。

## 入圍暨得獎名單
下列之標記為該獎項之得獎者。
壹、影片獎項

### 最佳卡通片
貳、個人獎項

### 最佳紀錄片策畫
叄、非正式競賽

## 多項提名及得獎

### 多項提名
下列18部電影獲得多項提名。
| 提名數量 | 電影名稱                 | 提名獎項                                                                 |
| -------- | ------------------------ | ------------------------------------------------------------------------ |
| 6        | 《碧血黃花》             | 優等劇情片、最佳導演、最佳女主角、最佳配樂、最佳電影插曲、最佳錄音       |
| 6        | 《源》                   | 優等劇情片、最佳男主角、最佳女主角、最佳改編劇本、最佳攝影、最佳美術設計 |
| 5        | 《早安台北》             | 最佳劇情片、最佳男配角、最佳童星、最佳改編劇本、最佳電影插曲             |
| 5        | 《六朝怪談》             | 優等劇情片、最佳導演、最佳原著劇本、最佳配樂、最佳錄音                   |
| 5        | 《鄉野人》               | 優等劇情片、最佳男配角、最佳童星、最佳美術設計、最佳電影插曲             |
| 5        | 《瘋劫》                 | 優等劇情片、最佳導演、最佳原著劇本、最佳攝影、最佳剪輯                   |
| 4        | 《地獄天堂》             | 優等劇情片、最佳攝影、最佳美術設計、最佳配樂                             |
| 4        | 《茉莉花》               | 優等劇情片、最佳男主角、最佳女主角、最佳女配角                           |
| 3        | 《傳統小鎮——美濃》       | 優等紀錄片、最佳紀錄片攝影、最佳紀錄片策劃                               |
| 3        | 《國劇藝術》             | 優等紀錄片、最佳紀錄片攝影、最佳紀錄片策劃                               |
| 2        | 《世紀大戰爭》           | 優等紀錄片、最佳紀錄片策劃                                               |
| 2        | 《三國演義》             | 優等卡通片、最佳卡通片編導                                               |
| 2        | 《丁丁夢遊記》           | 優等卡通片、最佳卡通片編導                                               |
| 2        | 《候鳥之愛》             | 最佳女配角、最佳原著劇本                                                 |
| 2        | 《俠骨英雄傳》           | 優等劇情片、最佳男主角                                                   |
| 2        | 《古寧頭大戰》           | 優等劇情片、最佳錄音                                                     |
| 2        | 《賭國仇城》             | 優等劇情片、最佳改編劇本                                                 |
| 2        | 《古厝——中國傳統的建築》 | 最佳紀錄片、最佳紀錄片攝影                                               |

### 得獎統計
其中7部電影獲得多項獎項（僅計入正式競賽獎項）。
| 得獎數量 | 電影名稱                 | 得獎獎項                         |
| -------- | ------------------------ | -------------------------------- |
| 3        | 《鄉野人》               | 優等劇情片、最佳男配角、最佳童星 |
| 3        | 《瘋劫》                 | 優等劇情片、最佳攝影、最佳剪輯   |
| 2        | 《源》                   | 最佳女主角、最佳美術設計         |
| 2        | 《六朝怪談》             | 優等劇情片、最佳導演             |
| 2        | 《茉莉花》               | 最佳男主角、最佳女配角           |
| 2        | 《國劇藝術》             | 優等紀錄片、最佳紀錄片策劃       |
| 2        | 《古厝——中國傳統的建築》 | 最佳紀錄片、最佳紀錄片攝影       |
| 1        | 《碧血黃花》             | 優等劇情片                       |
| 1        | 《早安台北》             | 最佳劇情片                       |
| 1        | 《三國演義》             | 優等卡通片                       |
| 1        | 《候鳥之愛》             | 最佳原著劇本                     |
| 1        | 《古寧頭大戰》           | 最佳錄音                         |
| 1        | 《賭國仇城》             | 最佳改編劇本                     |
| 1        | 《坐骨連體男嬰分割手術》 | 優等紀錄片                       |
| 1        | 《金榜浪子吳祥輝》       | 優等劇情片                       |

## 外部連結
- 第17屆金馬獎名單 （页面存档备份，存于）（繁體中文）
- 國家電影中心圖書館-第十七屆金馬獎頒獎典禮
- 時光網-第17届台湾电影金马奖 （页面存档备份，存于）